# Ulica Pomorska w Gdańsku
Ulica Pomorska – ulica w Gdańsku, w dzielnicach Żabianka-Wejhera-Jelitkowo-Tysiąclecia i Oliwa. Rozpoczyna się na rondzie przy al. Grunwaldzkiej i biegnie na wschód, kończąc się niedaleko morza przy ulicy Jelitkowskiej i Kaplicznej. Po ulicy poruszają się tramwaje linii 2, 4, 5, 6, 8.
Drogę tę można podzielić na dwie części: zachodnią, biegnącą przez Żabiankę i wschodnią, biegnącą przez Jelitkowo i kończącą się nad morzem. Obok części wschodniej płynie Potok Oliwski. Obie części ulicy rozdziela rondo ulicy Chłopskiej. Łączą się tam szyny tramwajowe linii Oliwa – Jelitkowo z linią Zaspa – Jelitkowo, jako jedna linia wschodnim odcinkiem drogi aż do pętli Jelitkowo.

## Obiekty i interesujące miejsca
- Pętla tramwajowa Jelitkowo
- Drewniana poczekalnia tramwajowa z pocz. XX wieku[1]
- Instytut Psychologii Uniwersytetu Gdańskiego
- Zabytkowy Park Przymorze z XVIII wieku (rewitalizacja w latach 1996–1997)[2]
- Zabytkowe pozostałości Dworu Przymorze[3]
- Rekonstrukcja zbożowego Młyna IV z 1863 roku[4] (po dewastacji wykonana w latach 1994-99 na oryginalnych fundamentach[5])
- Kompozycja przestrzenna pięciu rzeźb Alfonsa Łosowskiego[6]

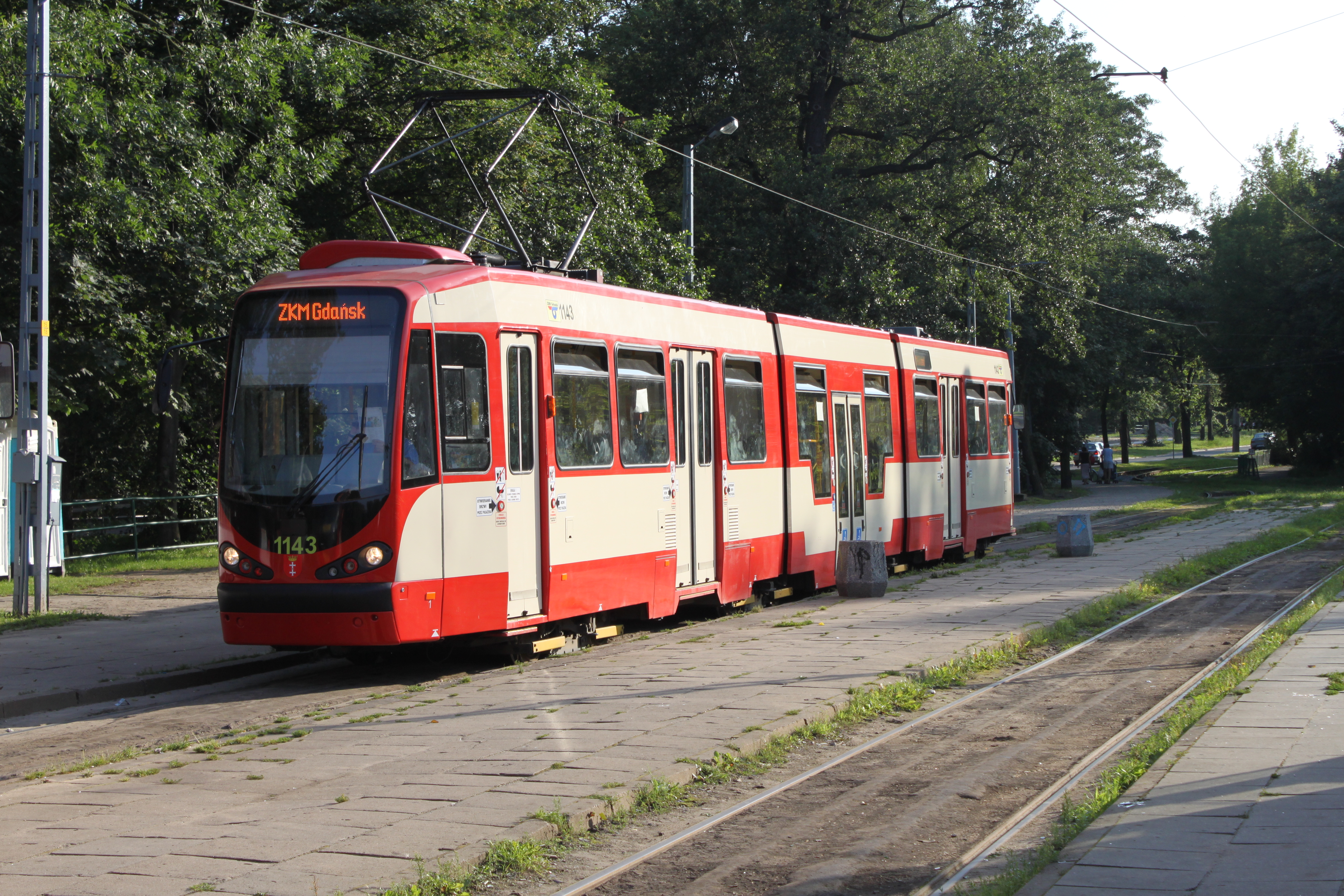
Pętla tramwajowa w Jelitkowie
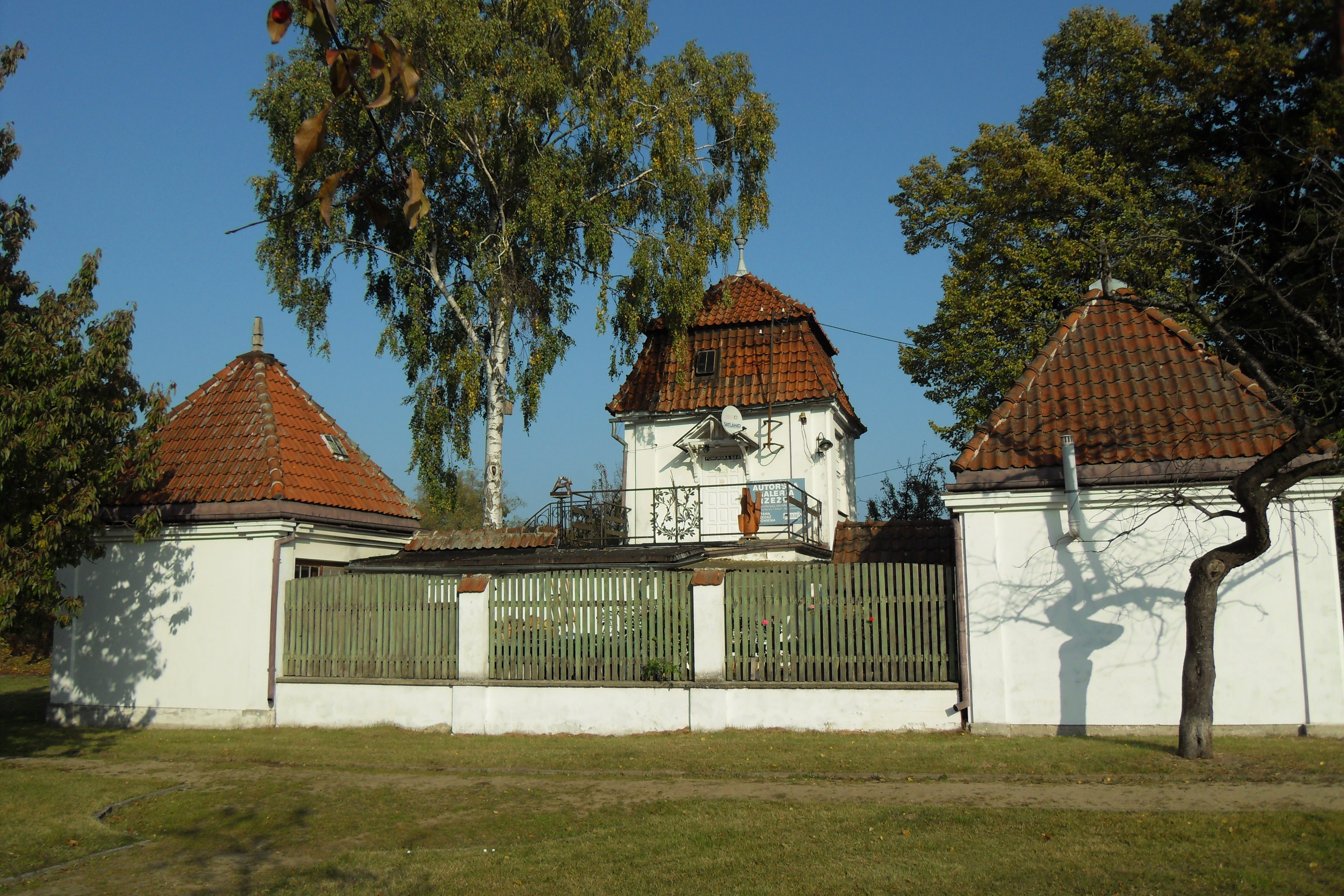
Dwór Przymorze
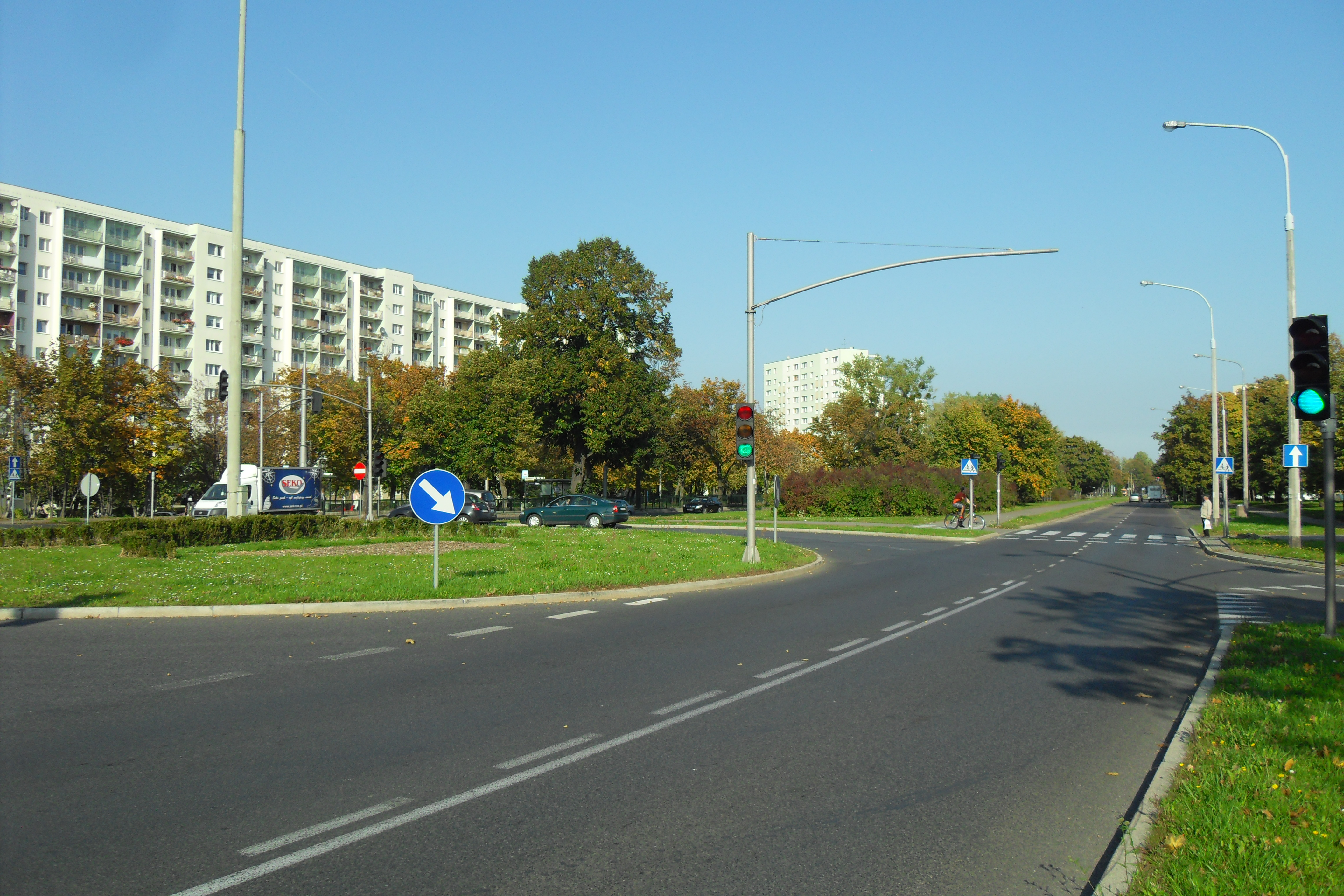
Ulica Pomorska na Żabiance
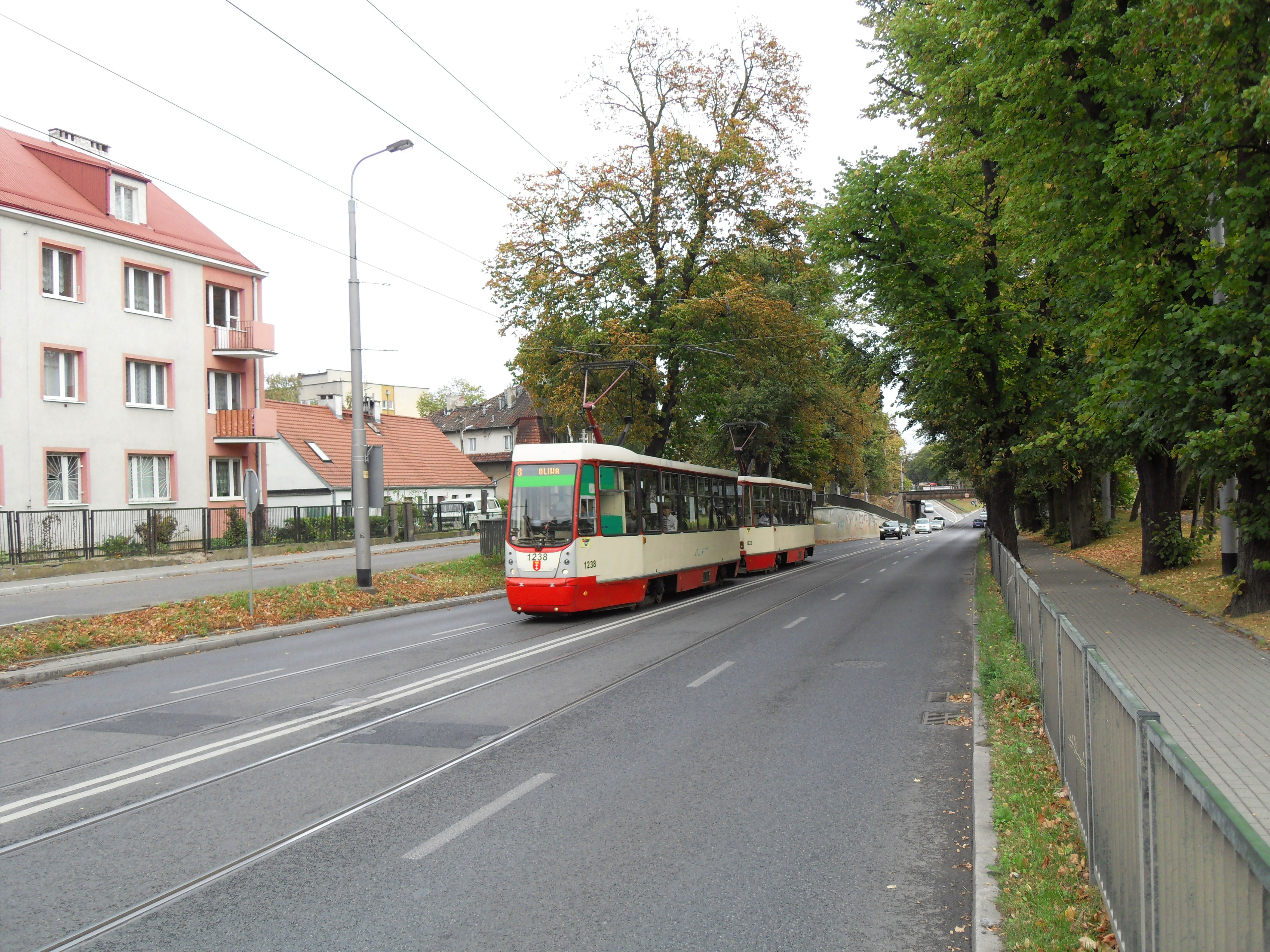
Ulica Pomorska w Oliwie